# Tilemakhos Karakalos
Tilemakhos Karakalos (en grec Τηλέμαχος Καράκαλος, Dimitsana, Arcàdia, 1866 - 15 de juny de 1951) va ser un tirador d'esgrima grec. Va prendre part en els Jocs Olímpics de 1896, a Atenes.
Karakalos va disputar la prova de Sabre, en què cinc homes es van enfrontar entre ells. Karakalos guanyà tres dels combats, contra Georgios Iatridis, Adolf Schmal i Holger Nielsen, però va perdre contra Ioannis Georgiadis, cosa que el va dur a guanyar la medalla de plata.